# El Salto (Gómez Plata)
El Salto, es un centro poblado del municipio de Gómez Plata en el norte del departamento Antioquia, Colombia. También llamado El Salto de Guadalupe, por estar situado cerca de la caída del río Guadalupe, que se encuentra en el límite entre los municipios de Gómez Plata, Guadalupe y Carolina del Príncipe.

## Historia
En el año 1644 el teniente gobernador y capitán a guerra; el Español Pedro Martín Mora, llega a estas tierras para trabajar en la minería y pide licencia a la real sala capitular de la ciudad de Antioquia, para colonizar el norte, por ser ricas en yacimientos acuíferos y habitados por tribus indígenas. Se dedica con sus dos hijos sacerdotes a la explotación minera y cede la mayoría de las tierras a los colonos y mazamorreros que se dedicaron a la minería, agricultura y la arriería.
Entre las familias que poblaron la región se conoce de apellidos como: Meneses, Mesa, Ortega, Escudero, Ochoa, Torres, Restrepo, Salazar y muchas otras, poblando lo que hoy es El Salto y estableciendo rancherías cultivaron la tierra, organizaron recuas de mulas en la arriería y cuadrillas de negros (esclavos) para la explotación del área del aluvión.
Se establecen en la ribera de la cascada y en parte de lo que hoy es troneras. Otros vecinos y pobladores a los cuales también les ceden tierras y minas a cambio de pecunias se establecieron para crear la ruta comercial y construir el camino rial. Al capitán le fueron concedidas 10 leguas de tierra a la redonda la cual cedió.
A mediados de 1922 el doctor Francisco Eladio Restrepo conoció la zona en sus viajes de pesca y vislumbró el potencial que poseía el río Guadalupe. Más tarde en un estudio que Antioquia consideró de vital importancia entre otros lugares la caída del río Guadalupe siendo descartada en un principio por las dificultades en el transporte del equipo. Más tarde (1927) contrataron un experto norteamericano, quien recomendó como mejor lugar, el sector del río Guadalupe. Dándose en 1927 la orden para iniciar la instalación y aprovechamiento de la caída del río Guadalupe, construcción de la tubería de presión, el malacate, la boca toma, la represa y el tanque desarenado. La primera etapa de la casa de máquinas Guadalupe I comienza a operar en 1932.
El doctor pacho Eladio, pacho eléctrico, negocio las fincas con Antonio Meneses para la construcción de este complejo hidroeléctrico y en forma acelerada se construyeron, tanto las diferentes plantas (Guadalupe II, Guadalupe III y Guadalupe IV) como los embalses de Miraflores,  y Troneras, que son los que abastecen de agua a las diferentes casas-máquina, para luego convertirla en energía eléctrica.
En el inicio de la construcción se hizo necesario el aprovechamiento de campamentos, tanto para los obreros como para guardar los equipos requeridos en este trabajo y fue como se construyeron casa con paredes de madera, barro y techo de paja, dando origen a más viviendas. Poco a poco habitaron la región los obreros y con ellos vino también una nueva cultura. Las cantinas y los prostíbulos como bases para la urbanización de lo que es El Salto. Más tarde llegaron las señoras Francisca y Joba Piedrahíta, como también Francisca Galeano.
En el año de 1932 fue reconocido como centro poblado, siendo nombrado como primer inspector de policía Juan de Dios Cifuentes.

## Geografía

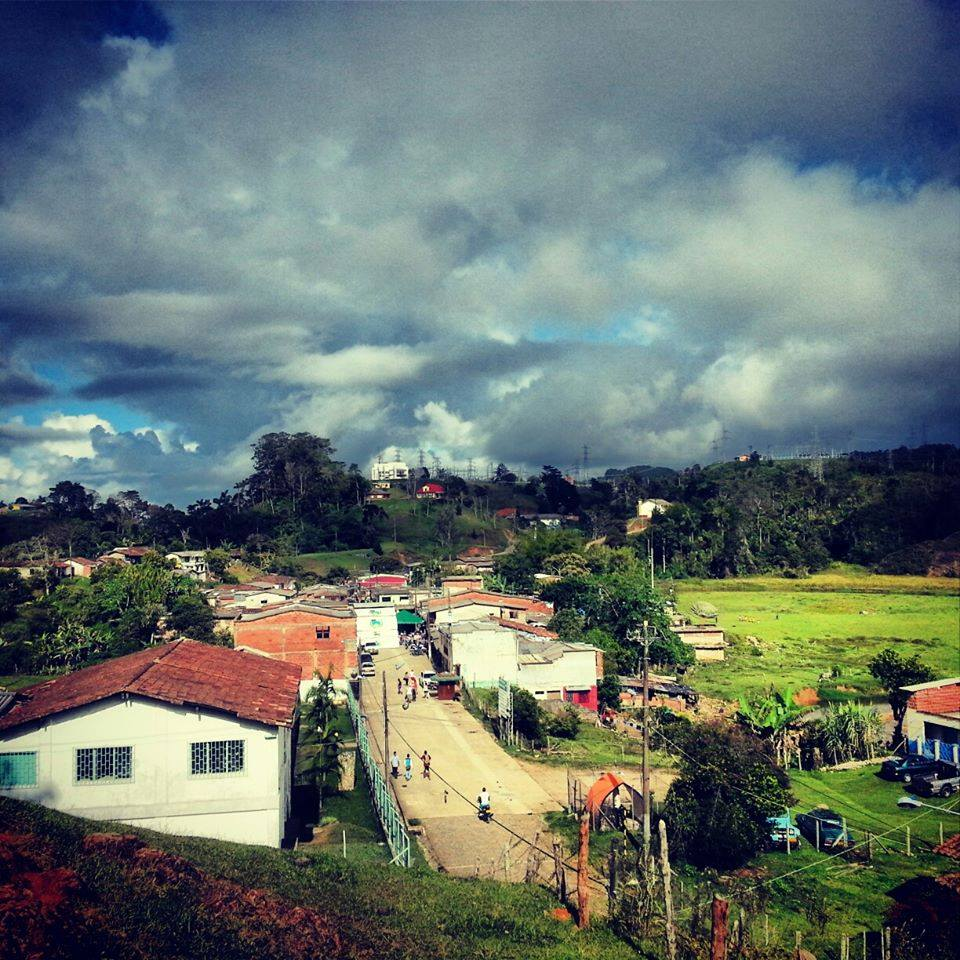
Vista desde "El cerro la cruz", también conocido como "El alto de la cruz"

El Salto, que pertenece al municipio de Gómez Plata, tiene un clima templado, tendiente a ser fresco y sus vecinos son los municipios de Carolina del Príncipe y Guadalupe. El Salto es el lugar de convergencia geográfica de los tres municipios. 

## Educación
En cuanto a la parte educativa la escuela funciona desde que empezaron a llegar tantos pobladores, se sabe que en el año de 1951, la escuela venía funcionando pero no se tenía versión precisa de fecha de iniciación de labores ni de sus educadores anteriores solo se dice que estuvieron aquí Anita Granda y Héctor Salazar. Tampoco que grados funcionaban, solo que el lugar donde se impartió la educación primaria es la planta física donde hoy funciona la institución educativa rural El Salto que estaba dividida en sección masculina y femenina. El profesor en ese momento era Jairo Sierra. A este educador le recibió al señor Darío Manrique en el año antes mencionado. A partir de esa fecha, siendo tan numeroso el personal existente se llevó algunos grados para la parte interna de la central Guadalupe, cerca al lugar donde hoy funciona el taller industrial.
Al incremento del personal se inicia el traslado de alumnos para secundaria al municipio le nombraron un director de núcleo para luego suprimirlo nuevamente y quedar perteneciendo al núcleo de Carolina del Príncipe.
Por razones geográficas la escuela continuo siendo de Carolina del Príncipe y el liceo El Salto, hoy institución educativa rural El Salto, paso administrativamente a depender del núcleo de Gómez Plata.
Este establecimiento inicia labores en 1978, con un rector, una secretaria, y un consejo de profesores. En años anteriores a esta fecha IDEM El Salto labora con algunos grados en la planta física donde hoy sigue funcionando y otros alumnos se desplazaban al municipio de carolina en transporte facilitado por EPM para hijos de trabajadores y personas de la comunidad. Cuando el colegio adquiere independencia en forma acelerada se lleva mucho personal al ciclo básico y por ende se crea la necesidad de un bachillerato completo y en 1983, se inicia con el grado quinto, para culminar en 1984 con la primera promoción de bachilleres. Un promedio de 20 alumnos por año se gradúan de bachilleres académicos con profundización en informática.
A nivel de la comunidad se ha trabajado con mayor interés por intermedio de la junta de acción comunal que es la junta más antigua de Antioquia la cual funciona hace muchos años. Con el correr de los tiempos se ha presentado problemas de desempleo, haciéndose necesario la creación de entidades cooperativas con miras al mejoramiento de la calidad de vida de las personas de la comunidad, dado que EPM selecciona cada vez más su personal y por tanto la mano de obra proviene, en su mayoría, de Medellín, como egresados del SENA y otros centros de educación tecnológica la población ha crecido.

## Salud
Inicialmente la localidad de El Salto recibió buena atención por parte de la unidad hospitalaria de la central Guadalupe, pero en la actualidad se ha restringido el servicio a particulares y estos deben recurrir a las unidades de salud de los municipios cercanos, creándose la necesidad de un puesto de salud. Este fue construido con aportes de la federación de cafeteros y la comunidad, prestando servicio de primeros auxilios. Actualmente cuenta con una asistencia médica, odontología, gerontología etc. 

## Religión

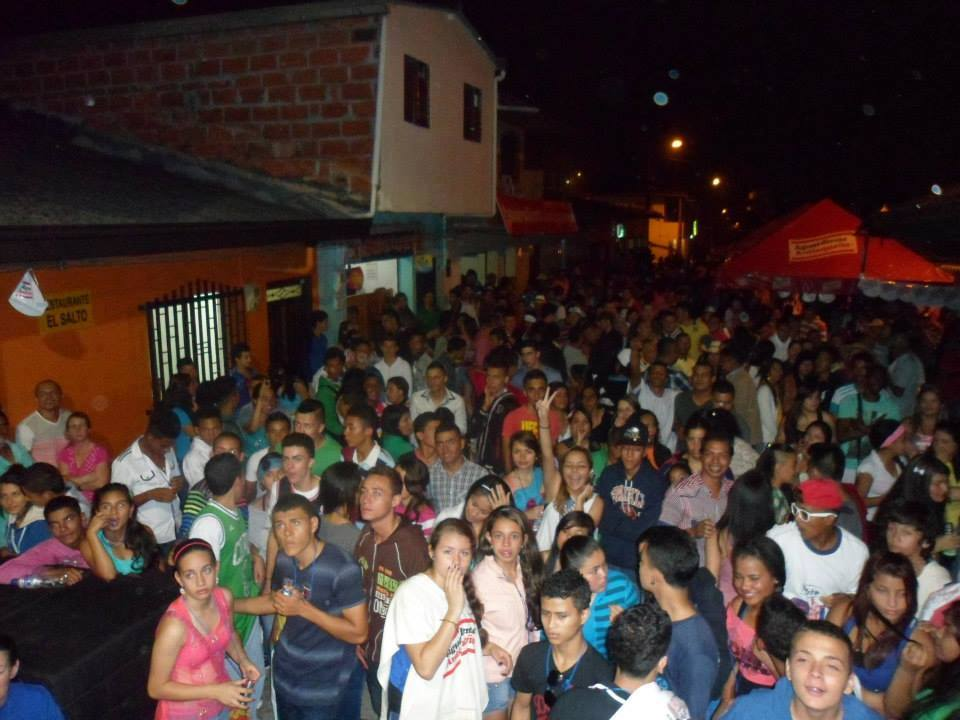
La comunidad Salteña celebrando las fiestas del agua.

La población que se había ubicado en esta región provenía de distintos sectores, practicaban en su mayoría la religión católica y la iglesia oficial era la de la parroquia de San Matías. En 1958 se construye la capilla en terreno de la central Guadalupe por el ingeniero Horacio Toro. El primer párroco fue el presbítero Luis Cataño. La parroquia ha dependido de la Diócesis de Santa Rosa de Osos.

## Tradiciones
Año por año se realizan las fiestas por el día del campesino, de la virgen del Carmen y las fiestas del agua. Además de jugarse el torneo navideño de fútbol.

## Atractivos turísticos
Atractivos turísticos incluyen el embalse de Troneras y las instalaciones de la central hidroeléctrica, el teleférico, campamentos y la cascada del río Guadalupe.
Las aguas del río Guadalupe cae en chorros entre las inclinadas rocas de una montaña, un espectáculo que forma uno de los principales atractivos turísticos de la región, además del teleférico más inclinado de Latinoamérica, y donde su pasaje cuesta $100 (Colombianos) en la actualidad (20 viajes), convirtiéndolo en uno de los tiquetes más baratos del país.

### Galería
|                                              |
| Teleférico de EPM y caída del río Guadalupe. |

|                                          |
| Vista aérea del teleférico y la cascada. |

|                                   |
| Paisaje y teleférico de El Salto. |